# Circoscrizione elettorale Emilia (Regno d'Italia)
La circoscrizione elettorale Emilia è stata una circoscrizione elettorale di lista del Regno d'Italia per l'elezione della Camera dei deputati.

## Storia
La circoscrizione fu creata con l'istituzione del collegio unico nazionale tramite regio decreto del 13 dicembre 1923, n. 2694.
Sulla base del censimento della popolazione del 1921, alla circoscrizione vennero assegnati 41 deputati (27 per la lista prevalente e 14 per le liste di minoranza) rispetto ai 39 stabiliti per le corrispondenti province fino alle elezioni del 1921.
La circoscrizione fu abolita con legge 15 febbraio 1925, n. 122.
| Legislature     | VIII | IX   | X    | XI   | XII  | XIII | XIV  | XV   | XVI  | XVII | XVIII | XIX  | XX   | XXI  | XXII | XXIII | XXIV | XXV  | XXVI | XXVII | XXVIII | XXIX | XXX  |
| --------------- | ---- | ---- | ---- | ---- | ---- | ---- | ---- | ---- | ---- | ---- | ----- | ---- | ---- | ---- | ---- | ----- | ---- | ---- | ---- | ----- | ------ | ---- | ---- |
| Elezioni        | 1861 | 1865 | 1867 | 1870 | 1874 | 1876 | 1880 | 1882 | 1886 | 1890 | 1892  | 1895 | 1897 | 1900 | 1904 | 1909  | 1913 | 1919 | 1921 | 1924  | 1929   | 1934 | 1939 |
| Deputati eletti |      |      |      |      |      |      |      |      |      |      |       |      |      |      |      |       |      |      |      | 41    |        |      |      |
|                 |      |      |      |      |      |      |      |      |      |      |       |      |      |      |      |       |      |      |      |       |        |      |      |
| Totale eletti   | 443  | 493  | 493  | 508  | 508  | 508  | 508  | 508  | 508  | 508  | 508   | 508  | 508  | 508  | 508  | 508   | 508  | 508  | 535  | 535   | 400    | 400  |      |
| Numero collegi  | 443  | 493  | 493  | 508  | 508  | 508  | 508  | 135  | 135  | 135  | 508   | 508  | 508  | 508  | 508  | 508   | 508  | 54   | 40   | 15    | 1      | 1    |      |

## Territorio
Comprendeva le province di Bologna, Ferrara, Forlì, Modena, Parma, Piacenza, Ravenna e Reggio nell'Emilia e aveva come capoluogo Bologna.

## Dati elettorali
| Partito                            | Partito                            | Risultati 6 aprile 1924 | Risultati 6 aprile 1924 | Risultati 6 aprile 1924 | Seggi | Seggi |
| Partito                            | Partito                            | Voti                    | %                       | ±                       | Num   | ±     |
| ---------------------------------- | ---------------------------------- | ----------------------- | ----------------------- | ----------------------- | ----- | ----- |
|                                    | Nazionale                          | 459 154                 | 71,70                   | n.d.                    | 27    | n.d.  |
|                                    | Popolare                           | 51 230                  | 8,00                    | n.d.                    | 4     | n.d.  |
|                                    | Socialista unitario                | 43 559                  | 6,80                    | n.d.                    | 3     | n.d.  |
|                                    | Socialista massimalista            | 34 157                  | 5,33                    | n.d.                    | 3     | n.d.  |
|                                    | Repubblicano                       | 23 413                  | 3,66                    | n.d.                    | 2     | n.d.  |
|                                    | Comunista                          | 23 100                  | 3,61                    | n.d.                    | 2     | n.d.  |
|                                    | Liberali                           | 5 754                   | 0,90                    | n.d.                    | 0     | n.d.  |
|                                    |                                    |                         |                         |                         |       |       |
| Iscritti                           | Iscritti                           | 921 996                 | 100,00                  |                         |       |       |
| ↳ Votanti (% su iscritti)          | ↳ Votanti (% su iscritti)          | 682 024                 | 73,97                   | n.d.                    |       |       |
| ↳ Voti validi (% su votanti)       | ↳ Voti validi (% su votanti)       | 640 367                 | 93,89                   |                         |       |       |
| ↳ Schede non valide (% su votanti) | ↳ Schede non valide (% su votanti) | 41 657                  | 6,11                    |                         |       |       |
| ↳ Astenuti (% su iscritti)         | ↳ Astenuti (% su iscritti)         | 239 972                 | 26,03                   |                         |       |       |

|  | Alessandro Albicini         |  | Angelo Manaresi       |  | Fulvio Milani      |
|  | Leandro Arpinati            |  | Vico Mantovani        |  | Giovanni Braschi   |
|  | Italo Balbo                 |  | Francesco Meriano     |  | Felice Corini      |
|  | Bernardo Barbiellini Amidei |  | Mario Muzzarini       |  | Camillo Prampolini |
|  | Tommaso Benassi             |  | Aldo Oviglio          |  | Gregorio Agnini    |
|  | Bruno Biagi                 |  | Vittorio Peglion      |  | Nino Mazzoni       |
|  | Fausto Bianchi              |  | Armando Amedeo Raggio |  | Giovanni Bacci     |
|  | Antonio Bigliardi           |  | Remo Ranieri          |  | Luigi Fabbri       |
|  | Angelo Chiarini             |  | Edmondo Rossoni       |  | Leonello Grossi    |
|  | Giovanni Fabbrici           |  | Arrigo Serpieri       |  | Mario Bergamo      |
|  | Giuseppe Frignani           |  | Michele Terzaghi      |  | Cino Macrelli      |
|  | Umberto Gabbi               |  | Alberto Verdi         |  | Antonio Graziadei  |
|  | Balbino Giuliano            |  | Marco Arturo Vicini   |  | Guido Picelli      |
|  | Dino Grandi                 |  | Giuseppe Micheli      |  |                    |

Il deputato Graziadei optò per la circoscrizione Liguria e risultò eletto il deputato Enrico Ferrari (primo dei non eletti nella stessa lista).